# Resident Evil 7: Biohazard
Resident Evil 7: Biohazard, in Japan als Biohazard 7: Resident Evil bekannt, ist ein Survival-Horror-First-Person-Shooter aus dem Hause Capcom. Das Videospiel erschien für Microsoft Windows, PlayStation 4 und Xbox One, die PlayStation-4-Version ist mit PlayStation VR spielbar. Entwickelt wurde es mit der von Capcom eigens für das Spiel neu entworfenen RE Engine. Resident Evil 7: Biohazard ist der erste Teil der Resident-Evil-Kernreihe, der in der Egoperspektive gespielt wird.
Resident Evil 7 wurde während der Sony-Präsentation auf der E3 2016 angekündigt. Später wurde der Teaser mit dem Titel Resident Evil 7 Teaser: Beginning Hour im PlayStation Store veröffentlicht, der die Ideen des Entwicklungsteams zeigen sollte. Der Teaser zeigt den ersten kurzen Abschnitt des Spiels in einer abgeänderten Version aus dem finalen Spiel.

## Spielprinzip
Der Spieler steuert den Protagonisten Ethan Winters aus der Egoperspektive. Wie bei den bisherigen Resident-Evil-Spielen hat er Zugriff auf eine Vielzahl von Waffen einschließlich Pistolen, Schrotflinten, Flammenwerfern, Sprengstoff und Kettensägen, um die Gegner zu bekämpfen. Allerdings soll man laut den Entwicklern kein „Waffenfest“ in dem Spiel erwarten, da Munition gerade in den höheren Schwierigkeitsgraden relativ knapp ist und Gegner z. T. viele Treffer einstecken können. Wie schon in vorherigen Teilen der Serie enthält auch dieser Teil wieder Rätsel, Ressourcen-Management und Heilkräuter. Nicht genutzte Gegenstände können in einer Inventarbox aufbewahrt werden, gespeichert wird sowohl an automatischen Speicherpunkten als auch manuell an altmodischen Kassettenrekordern. Komplett verzichtet wurde dagegen diesmal auf Quick-Time-Events.
Die PlayStation-4-Version des Spiels wird von Anfang bis Ende im VR-Modus mit einem Playstation-VR-Headset spielbar sein und sich nicht von der Kern-Mechanik des Gameplays unterscheiden. Für PC- oder Xbox-Nutzer steht eine Cross-Save-Funktion für beide Plattformen namens Xbox Play Anywhere zur Verfügung, die eine Gratisversion der jeweiligen anderen Plattform enthält.

## Handlung
Das Spiel spielt im Jahr 2017 – etwa vier Jahre nach den Ereignissen von Resident Evil 6 – in der fiktiven Stadt Dulvey, Louisiana, im südöstlichen Teil der Vereinigten Staaten. Der Protagonist des Spiels ist Ethan Winters – ein Zivilist mit wenigen Kampfkünsten.
Ethans Freundin Mia verschwand 2014 auf einer Geschäftsreise. Damals teilte sie in einer Videonachricht mit, dass Ethan nicht nach ihr suchen solle. 2017 – drei Jahre nach Mias Verschwinden – ereilt Ethan eine Postkarte, welche Mias momentanen Standort preisgibt. Mithilfe der Postkarte gelangt Ethan zu einer heruntergekommenen Plantagenvilla – der Villa der Familie Baker.
Im Haus der Bakers angekommen sieht Ethan sich ein Filmmaterial an, welches er zuvor gefunden hat. Es zeigt eine Dokumentation über die vermeintlich verlassene Villa – erstellt von einem dreiköpfigen Journalistenteam. Ethan sieht im Video, wie das Team in eine Falle tappt und nur der Kameramann Clancy überlebt.
In einer Zelle im Keller der Villa trifft Ethan auf die schlafende Mia und befreit sie. Auf der Flucht verschwindet sie jedoch. Daraufhin wird er von Zoe – der Tochter der Baker-Familie – angerufen. Kurz nach dem Anruf greift Mia Ethan mit einem Messer an und verletzt ihn an der Hand. Ein Kampf zwischen den beiden findet statt. Dabei setzt Ethan Mia vorübergehend außer Gefecht, wobei sie vermeintlich stirbt. Bei einem weiteren Kampf der beiden trennt sie ihm die linke Hand ab, jedoch geht Ethan letztendlich als Gewinner aus dem Gefecht.
Im Anschluss an den Kampf wird Ethan von einem Mann namens Jack ohnmächtig geschlagen. Ethan wacht an einem Esstisch mit menschlichen Überresten auf, an dem die gesamte Familie – Vater Jack Baker, Mutter Marguerite Baker, Sohn Lucas Baker und die Großmutter – sitzt. Ethan kann von der Tafel fliehen und wird erneut von Zoe angerufen. Von ihr erfährt Ethan, dass Zoes gesamte Familie inklusive ihr von einer Biowaffe infiziert wurde.
Darauf folgend steht ein Polizist vor der Tür, der jedoch von Jack getötet wird. Dadurch kommt Ethan an eine Pistole, mit der er Jack später in einem Kampf besiegt. Folglich kann sich Ethan nun frei durchs Haus und später auch durch die Umgebung bewegen.
Im Bootshaus befindet sich Marguerite, welche am Ende mutiert und zur Strecke gebracht wird.
Ethan erfährt von Zoe, dass durch den Kopf und den Arm einer D-Serie (eine menschliche Biowaffe) ein Gegenmittel gegen die Infektion hergestellt werden kann. Ethan findet den Kopf im Bootshaus. Anschließend wird Ethan von Lucas angerufen. Dieser teilt ihm mit, dass er den Arm durch Teilnahme an einer „Aktivität“ erhalten könne. Ethan findet weiteres Filmmaterial, auf dem er Clancy während der „Aktivität“ in einem Escape-Room sieht. Dabei muss Clancy eine Aufgabe (eine Kerze anzünden und in eine Geburtstagstorte stecken) bewältigen, wobei er allerdings durch das Entflammen einer Ölpfütze verbrennt. Später betritt auch Ethan die Räumlichkeiten und steht vor derselben Aufgabe. Durch das Video weiß er jedoch, wie er entkommen kann und erhält dabei den benötigten Arm. Ethan bringt die Teile zu Zoe, die daraufhin zwei Gegenmittel herstellt.
Daraufhin tötet Ethan den mutierten Jack, indem er ihm eines der beiden Gegenmittel spritzt.
Anschließend muss sich Ethan entscheiden, ob er Mia oder Zoe das Gegenmittel injiziert.
Entscheidet er sich für Mia, fahren beide auf einem Schlauchboot zu einem Schiff. Das Boot wird von einem Geschöpf attackiert und strandet in der Nähe eines Schiffswracks, auf dem die Biowaffe namens „Eveline“ transportiert wurde. Daraufhin wird das Spiel fortan aus Mias Sicht gespielt. Ethan wird von der Biowaffe Eveline gefangen genommen. Mia schafft es, Ethan zu retten, indem sie sich Eveline opfert.
Entscheidet er sich aber für Zoe, stirbt diese bei Stranden des Schlauchboots. Ethan wird ebenfalls gefangen genommen und von Mia – die ihm gefolgt ist – gerettet. Mia verwandelt sich jedoch wieder und wird endgültig getötet.
Ethan flieht vom Wrack in eine verlassene Mine. Anschließend landet Ethan wieder im Haus der Bakers und kann Eveline ein Gift injizieren. Daraufhin verwandelt sie sich in einen riesigen Molded, wird von Ethan jedoch schließlich besiegt und getötet.
Ein Umbrella-Agent stellt sich als Chris Redfield vor – ein bereits aus früheren Spielen bekanntes Gesicht.

## Synchronsprecher
| Rolle            | Deutscher Sprecher   | Originalsprecher   |
| ---------------- | -------------------- | ------------------ |
| Ethan Winters    | Marc Oliver Schulze  | Todd Soley         |
| Mia Winters      | Isabella Bartdorff   | Katie O’Hagan      |
| Jack Baker       | Wolff von Lindenau   | Jack Brand         |
| Marguerite Baker | Monika Müller-Heusch | Sara Coates        |
| Lucas Baker      | Linus Kraus          | Jesse Pimentel     |
| Zoe Baker        |                      | Giselle Gilbert    |
| Eveline          | Lara Trautmann       | Paula Rhodes       |
| Peter Walken     | Gilles Karolyi       | Robert Vestal      |
| Andre Stickland  |                      | Christopher Ashman |
| David Anderson   |                      | Hari Williams      |
| Alan Douglas     |                      | Kip Pardue         |
| Chris Redfield   | Michael-Che Koch     | David Vaughn       |

## Erweiterungen
| Erweiterung               | Veröffentlichung                | Szenarien/Modi | Handlung (Kurzfassung) |
| ------------------------- | ------------------------------- | --- | --- |
| Verbotenes Filmmaterial 1 | 31. Januar 2017 (Season Pass)   | Schlafzimmer | Als Clancy (bekannt aus der "Beginning Hour"-Demo) aus einem verschlossenen Raum im Anwesen der Familie Baker entkommen, ohne dabei von Marguerite erwischt zu werden. |
| Verbotenes Filmmaterial 1 | 31. Januar 2017 (Season Pass)   | Albtraum | Das Ziel des Modus ist es, als Clancy durch den richtigen Einsatz von Waffen, Fallen und Ressourcenmanagement bis 5 Uhr morgens im Keller des Baker-Anwesens zu überleben. |
| Verbotenes Filmmaterial 1 | 31. Januar 2017 (Season Pass)   | Ethan muss sterben | Ein deutlich schwererer Spielmodus als im Hauptspiel; mit dem Ziel, Marguerite im Gewächshaus zu besiegen. (keine PSVR-Unterstützung) |
| Verbotenes Filmmaterial 2 | 14. Februar 2017 (Season Pass)  | 21 | Eine abgeänderte Variante des Spiels Blackjack, in dem Lucas Baker Clancy gegen einen anderen Gefangenen um sein Leben spielen lässt. |
| Verbotenes Filmmaterial 2 | 14. Februar 2017 (Season Pass)  | Töchter | Aus der Sicht von Zoe erlebt der Spieler hier, wie das tragische Schicksal der Familie Baker seinen Anfang nahm. |
| Verbotenes Filmmaterial 2 | 14. Februar 2017 (Season Pass)  | Jacks 55. Geburtstag (Extra-Modus) | In diesem Modus ist es die Aufgabe des Spielers, Jack anlässlich seines Geburtstages mit tonnenweise Essen vollzustopfen. (keine PSVR-Unterstützung) |
| Erweiterung               | Veröffentlichung                | Beschreibung | Beschreibung |
| Kein Held                 | 12. Dezember 2017               | Diese Erweiterung soll das Wahre Ende von Resident Evil 7: Biohazard zeigen und knüpft nahtlos an dessen Handlung an. Gespielt wird sie aus der Sicht des Resident-Evil-Veteranen Chris Redfield, welcher nach Evelines Tod am Ende des Hauptspiels auf der Jagd nach Lucas ist. | Diese Erweiterung soll das Wahre Ende von Resident Evil 7: Biohazard zeigen und knüpft nahtlos an dessen Handlung an. Gespielt wird sie aus der Sicht des Resident-Evil-Veteranen Chris Redfield, welcher nach Evelines Tod am Ende des Hauptspiels auf der Jagd nach Lucas ist. |
| Zoes Ende                 | 12. Dezember 2017 (Season Pass) | Diese Erweiterung knüpft ebenfalls an die Haupthandlung an und zeigt, was mit Zoe Baker passiert ist, nachdem Ethan mit Mia geflohen ist. Mit Jack Bakers Bruder Joe wird außerdem ein neuer, spielbarer Charakter eingeführt. Seine Aufgabe ist es, die infizierte Zoe zu heilen und aus dem Anwesen zu befreien. Dabei stehen ihm nur seine Muskelkraft und seine Erfahrung als Survival-Experte zur Verfügung. | Diese Erweiterung knüpft ebenfalls an die Haupthandlung an und zeigt, was mit Zoe Baker passiert ist, nachdem Ethan mit Mia geflohen ist. Mit Jack Bakers Bruder Joe wird außerdem ein neuer, spielbarer Charakter eingeführt. Seine Aufgabe ist es, die infizierte Zoe zu heilen und aus dem Anwesen zu befreien. Dabei stehen ihm nur seine Muskelkraft und seine Erfahrung als Survival-Experte zur Verfügung. |

## Kritiken
Die Special-Interest-Presse vergab hauptsächlich gute bis sehr gute Noten. Gelobt wurde die Rückkehr zu den Wurzeln der Serie.

„Fazit: »Endlich wieder Spannung und Horror statt Action und Explosionen! Resident Evil 7 wirkt einerseits frisch, bewegt sich gleichzeitig aber überraschend nah am ursprünglichen Survival-Horror des Klassikers von 1996.«“

„Fazit: »Resident Evil 7 belebt die Serie wieder. Dank Egoperspektive und herausragender Atmosphäre ein echtes Horror-Highlight.«“

„Fazit: »Mit Resident Evil 7 Biohazard kam zwar kein klassisches Resident Evil zurück, sondern eher ein Neuanfang zur bekannten Videospielserie, dennoch hat der Titel viel Potenzial und kann dieses auch gekonnt ausspielen.«“

„Fazit: »Bevor Resident Evil wieder anfangen kann, das Genre zu prägen und zu erneuern, muss es seinen Stand sichern. Mit diesem Spiel ist das Vorhaben gelungen.«“

## Verkaufszahlen
Bereits drei Tage nach dem Release konnten mehr als 2,5 Millionen Einheiten an die Kunden gebracht werden.

## Veröffentlichungen
Neben der Standardversion wurden auch mehrere Spezial-Editionen veröffentlicht, die zusätzliche digitale Spielinhalte und mitunter physische Sammlerobjekte, wie z. B. eine Miniaturnachbildung des Baker-Anwesens oder einen USB-Stick in Form eines Puppenfingers, enthalten, wobei sich diese in den verschiedenen Ländern teilweise leicht in Umfang und Design unterscheiden. Am 2. Februar 2018 wurde außerdem die „Gold Edition“ veröffentlicht, die das Hauptspiel sowie sämtliche digitale Zusatzinhalte direkt auf der Disc enthält. Lediglich die (kostenfreie) Erweiterung „Kein Held“ muss zusätzlich heruntergeladen werden. Der Erstauflage der deutschen Standardversion lag ein Gutschein für freien Eintritt zu einer auf dem Spiel basierenden Live-Escape-Room-Veranstaltung bei, Käufer der PS4-Version erhielten zudem ein dynamisches Design für die PlayStation-Benutzeroberfläche.

## Trivia
- Das Spiel ist das erste der Reihe, das außerhalb Japans den Originaltitel „Biohazard“ im Namen trägt.
- In Japan ist die Namensgebung des Spiels komplementär zur europäischen und amerikanischen, dort lautet der Titel: Biohazard 7: Resident Evil.
- In der gesamten Hauptkampagne des Spiels wird so gut wie kein Bezug auf frühere Ereignisse der Spielereihe genommen. Lediglich wenige, vage Anspielungen wie z. B. ein Gemälde der Arklay Berge (wo sich das Herrenhaus des ersten Teils befand) oder die Erwähnung der aus den ersten drei Teilen der Hauptreihe bekannten, fiktiven Stadt Raccoon City in einem Zeitungsartikel finden sich im Laufe des Spiels, haben jedoch nichts mit der Handlung zu tun. Erst am Ende des Spiels sowie im DLC „Kein Held“ taucht mit Chris Redfield ein Hauptcharakter sowie der einstige Biowaffen-Konzern Umbrella aus früheren Teilen wieder auf.
- Das Setting des Spiels (eine verwahrloste, einsame Farm im Süden der USA, eine vermeintlich degenerierte, kannibalistisch veranlagte Hinterwälderfamilie) erinnert stark an die Texas-Chainsaw-Massacre-Filme, die „Dinner-Szene“ kurz nach Beginn des Spiels ist gar eine direkte Anspielung an eine ähnliche Szene im ersten Teil der Reihe.

Eine ähnliche Anspielung findet im ersten Bosskampf mit Jack statt. Wenn dieser seine Kettensägewaffe aufnimmt, kommentiert er das Geschehen mit dem Wort "groovy". Dies ist ein direktes Zitat aus der Evil Dead-Reihe, in der der Protagonist Ash den Erhalt einer Kettensäge mit diesem Wort kommentiert
- Die nach einmaligem Durchspielen freischaltbare Pistole Albert 01-R ist benannt nach Albert Wesker, einem der Hauptantagonisten der Resident-Evil-Reihe.